# Monique Brunet
Pour les articles homonymes, voir Weinmann.
Monique Brunet Weinmann (30 avril 1943 à Ollioules en France - ) est une critique d'art, historienne de l'art et une écrivaine d'origine française résidant à Montréal (Québec, Canada) depuis 1969.
Recherche sur Apollinaire et le Cubisme : Verlaine et l'Impressionnisme.

## Biographie
Monique Brunet Weinmann est diplômée en Études supérieures en lettres à Paris et en Histoire de l’art de l’Université de Montréal où elle a obtenu une maîtrise. Dès 1967, sa recherche s'inscrit en continuité avec l'esthétique comparée (1), puis avec la transdisciplinarité et la complexité d'Edgar Morin. Elle introduit la notion d'"interartialité" pour l'analyse des œuvres artistiques, à distinguer de l'intertextualité (2). Elle s'est appliquée à étudier en particulier Verlaine et l'Impressionnisme, la "Copigraphie" (terme qu'elle définit en 1986 pour remplacer Copy Art et Copier Art (3)) et l'œuvre de Jean-Paul Riopelle (4).
Elle est critique d'art depuis 1974 et collabore à plusieurs publications. Elle est également commissaire de plusieurs expositions au Québec et aux États-Unis, notamment sur la peintre Louise Gadbois.

## Publications
- La copiegraphie : l'œuvre d'art à l'ère de sa (re)production électrophotographique, Georg Muhleck éditeur, Transatlantic Press, Stuttgart, 1987, NBJ distributeur
- Louis Jaque : genèse d'une signature, Éditions Marcel Broquet, 1989
- Jean-Paul Riopelle : des visions d'Amérique, Éditions de l'Homme, Montréal, 1997
- Simone Mary Bouchard et Louise Gadbois, L'art naïf dans la modernité, Éditions Marcel Broquet, Montréal, 2009
- Le souffle et la flamme : Marie-Alain Couturier au Canada et ses lettres à Louise Gadbois, Montréal, Éditions du Septentrion, 2016, 336 p. (ISBN 978-2-89448-865-2)